# Narragansett (Rhode Island)
Pour les articles homonymes, voir Narragansett (homonymie).
Narragansett est une ville balnéaire située aux États-Unis en Nouvelle-Angleterre dans le comté de Washington de l’État de Rhode Island. Selon le recensement de 2010, sa population s’élevait alors à 15 868 habitants.
Narragansett est réputée pour ses plages.

## Origine du nom
La ville porte le nom d’une tribu amérindienne. Il existe encore 2 400 Narragansetts aujourd’hui.